# Космолюв
Космолюв (пол. Kosmolów) — село в Польщі, у гміні Олькуш Олькуського повіту Малопольського воєводства.
Населення — 1106 осіб (2011).
У 1975-1998 роках село належало до Катовицького воєводства.

## Демографія
Демографічна структура станом на 31 березня 2011 року:
|          | Загалом | Допрацездатний вік | Працездатний вік | Постпрацездатний вік |
| -------- | ------- | ------------------ | ---------------- | -------------------- |
| Чоловіки | 581     | 114                | 409              | 58                   |
| Жінки    | 525     | 109                | 295              | 121                  |
| Разом    | 1106    | 223                | 704              | 179                  |